# Мария Брабантска (1190 – 1260)
Вижте пояснителната страница за други личности с името Мария Брабантска.
Мария Брабантска (на немски: Maria von Brabant; * 1190, † между 9 март и 14 юни 1260) от род Регинариди, е императрица на Свещената Римска империя, втората съпруга на император Ото IV от 19 май 1214 до 1220 г.

## Биография
Дъщеря е на херцог Хайнрих I (1165 – 1235), херцог на Брабант и херцог на Долна Лотарингия, и първата му съпруга Матилда Булонска (1170 – 1210), най-малката дъщеря на Матийо I от Елзас и Мария Булонска, граф и графиня на Булон. Нейният по-малък брат е херцог Хайнрих II.
През 1198 г. Мария е сгодена за Ото IV (* 1177, † 19 май 1218) от род Велфи. Заради конфликтите за немския трон годежът се прекратява се през 1204 г. Ото IV се жени през 1212 г. за Беатрикс фон Хоенщауфен, която малко след сватбата умира.
На 19 май 1214 г. Мария се омъжва в Маастрихт за император Ото IV. Мария Брабантска е известна с нейната хазартна зависимост, което понякога води до финансови трудности на императора.
Четири години след смъртта на Ото в замък Харцбург на 19 май 1214 г., Мария се омъжва през юли 1220 г. за Вилхелм I (* 1167, † 1223), граф на Холандия от род Герулфинги. След две години той умира на 4 февруари 1222 г. в замък Харцбург. Двата ѝ брака са бездетни.
Тя взема отново титлата императрица. Основава цистерцианския манастир „Locus imperatricis“ при Биндерен в Брабант.
Нейният гроб се намира в църквата Св. Питер в Льовен.